# Ледника
Лèдника (срещана и като Ледницата) е пропастна пещера в Котленска планина, на около 7 km североизточно от центъра на град Котел, около 3 km изток-североизточно от природната забележителност Урушки скали, в местността Римското кале. Разположена е в по-обширната и защитена като природна забележителност карстова местност Злостен. Пещерата достига на дължина 1367 m и на дълбочина до 242 m, периодично водна е. В нея има разклонения, тесни места, отвеси (най-големият е около 18 m), синтрови езера и галерия и завършва в дъното със сифон. За проникване в пещерата са необходими специални умения, екипировка и съоръжения.
Пещерата е обявена за природна забележителност през 1962 г. Поради погрешно записано име в заповедта за обявяването фигурира като „Леденика“ в Регистъра на защитените територии и защитените зони в България.